# Kubernetes
Kubernetes (communément appelé « K8s ») est un système open source qui vise à fournir une « plate-forme permettant d'automatiser le déploiement, la montée en charge et la mise en œuvre de conteneurs d'application sur des grappes de serveurs ». Il fonctionne avec toute une série de technologies de conteneurisation, et est souvent utilisé avec Docker. Il a été conçu à l'origine par Google, puis offert à la Cloud Native Computing Foundation.

## Usages
Les utilisations de l'outil peuvent se répartir ainsi :
- déploiements de conteneurs : automatisation de cette étape, en simplifiant les paramétrages.
- équilibrage de charge : répartition du trafic réseau entre les conteneurs pour équilibrer la charge.
- gestion de l’état : facilitation de la gestion des applications, en assurant que les données restent accessibles même en cas de redémarrage des conteneurs.
- auto-réparation : surveillance temps réel de l’état des applications, avec redémarrage automatique des conteneurs en échec, lancement ou arrêt des services en fonction des politiques définies.
- découverte de services et mise en réseau : attribution des adresses IP aux conteneurs, attribution de noms DNS uniques pour un groupe de conteneurs…
- monitoring : donne aux administrateurs les informations sur le fonctionnement des conteneurs.

Kubernetes est surtout utile pour la gestion d'un nombre significatif de conteneurs.

## Historique
Kubernetes (de κυβερνήτης : grec pour « timonier » ou « pilote ») créé par Joe Beda, Brendan Burns et  Craig McLuckie, rapidement rejoints par d'autres ingénieurs de Google comme Brian Grant et Tim Hockin, est annoncé pour la première fois par Google à la mi-2014. Son développement et son architecture ont été fortement influencés par le système Borg (en) de Google,. D'ailleurs, la plupart des contributeurs principaux sont issus du projet Borg.  Le nom original de Kubernetes en interne fut Project Seven, en référence au personnage de Star Trek qui est un Borg devenu amical et qui se nomme Seven of Nine. Les sept rayons de la barre du logo de Kubernetes sont un clin d'œil au nom original.
Kubernetes version 1.0 est sorti le 21 juillet 2015. Avec la sortie de la première version de Kubernetes, Google fit un partenariat avec la Fondation Linux pour créer la Cloud Native Computing Foundation et offrit Kubernetes comme technologie de départ.
Kubernetes est également utilisé par Red Hat pour son produit OpenShift,, par CoreOS dans son produit Tectonic, Scality pour son produit Artesca, et par Rancher Labs pour sa plateforme de gestion de conteneurs Rancher.

## Conception
Kubernetes définit un jeu d'outils (« primitives ») qui, ensemble, fournissent des mécanismes pour déployer, maintenir et mettre à l’échelle des applications. Ces éléments qui composent Kubernetes sont conçus pour être combinés et extensibles et donc permettre de supporter une grande variété de charge de travail. Cette extensibilité est fournie en grande partie par l'API de Kubernetes, qui est utilisée par les composants internes aussi bien que par les extensions et les conteneurs tournant sur Kubernetes.

### Pods

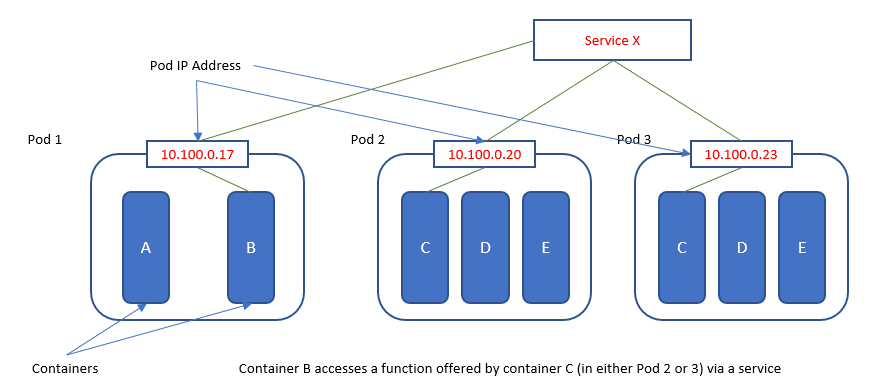
Schéma simplifié de la façon dont Kubernetes utilise la mise en réseau des pods et les services pour résoudre les dépendances réseau.

L’unité de base de l'ordonnancement dans Kubernetes est appelée « pod ». C'est une vue abstraite de composants conteneurisés. Un pod consiste en un ou plusieurs conteneurs qui ont la garantie d'être co-localisés sur une machine hôte et peuvent en partager les ressources. Chaque pod dans Kubernetes possède une adresse IP unique (à l'intérieur du cluster), qui permet aux applications d'utiliser les ports de la machine sans risque de conflit. Un pod peut définir un volume, comme un répertoire sur un disque local ou sur le réseau, et l'exposer aux conteneurs de ce pod. Les pods peuvent être gérés manuellement au travers de l'API de Kubernetes. Leur gestion peut également être déléguée à un contrôleur.
Les pods sont rattachés au nœud[Quoi ?] qui les déploie jusqu’à leur expiration ou leur suppression. Si le  nœud est défaillant, de nouveaux pods possédant les mêmes propriétés que les précédents seront déployés sur d’autres nœuds disponibles.

### Labels et selectors
Kubernetes permet à des clients (utilisateurs et composants internes) d'attacher des paires clés-valeurs appelées « labels » à n'importe quel objet d'API dans le système, par exemple les pods et les nodes. Par correspondance, les « label selectors » sont des interrogations faites sur les labels en lien avec des objets.
Labels et selectors constituent le premier mécanisme de groupement dans Kubernetes, et sont utilisés pour déterminer les composants sur lesquels appliquer une opération.
Par exemple, si les Pods d'une application ont des labels pour un système tier ("frontend", "backend", par exemple) et une release_track ("preproduction", "production", par exemple), alors une opération sur tous les nodes "backend" et "preproduction" peuvent utiliser un label selector comme suit :
tier=backend AND release_track=preproduction

### Contrôleurs
Un contrôleur est une boucle d'arbitrage qui pilote l'état courant d'un cluster vers son état désiré. Il effectue cette action en gérant un ensemble de pods. Un des types de contrôleur est appelé “contrôleur de réplication”, il gère la réplication et la mise à l'échelle en lançant un nombre spécifique de copies d'un pod sur un cluster. Il gère également la création de pods de remplacement si le nœud sous-jacent est en défaut. Deux des contrôleurs qui font partie du cœur de système de Kubernetes sont : le “DaemonSet Controller” pour lancer un seul pod sur chaque machine (ou un sous-ensemble de machine), ainsi que le “Job Controller” pour lancer des pods qui ont une fin déterminée (par exemple des scripts). L'ensemble des pods qu'un contrôleur gère est déterminé par des labels selectors qui font partie de la définition du contrôleur.

### Services
Un service Kubernetes est un groupe de pods travaillant ensemble, par exemple, une couche dans une application multi-couches. L'ensemble des pods qui constituent un service sont définis par un label selector. Kubernetes fournit un service de découverte et de routage en assignant une adresse IP et un nom de domaine à un service, et équilibre la charge du trafic en utilisant le round-robin des connexions réseaux de cette adresse sur l'ensemble des pods correspondant au sélecteur (même lorsqu'en cas de défaut, les pods changent de machines). Par défaut, un service est exposé à l'intérieur d'un cluster (ex: les pods  de backend peuvent être groupés dans un service, avec les requêtes des pods de frontend load balancées vers les backend), mais un service peut également être exposé à l'extérieur d'un cluster (par exemple pour que les clients puissent joindre les pods de frontend).

## Architecture

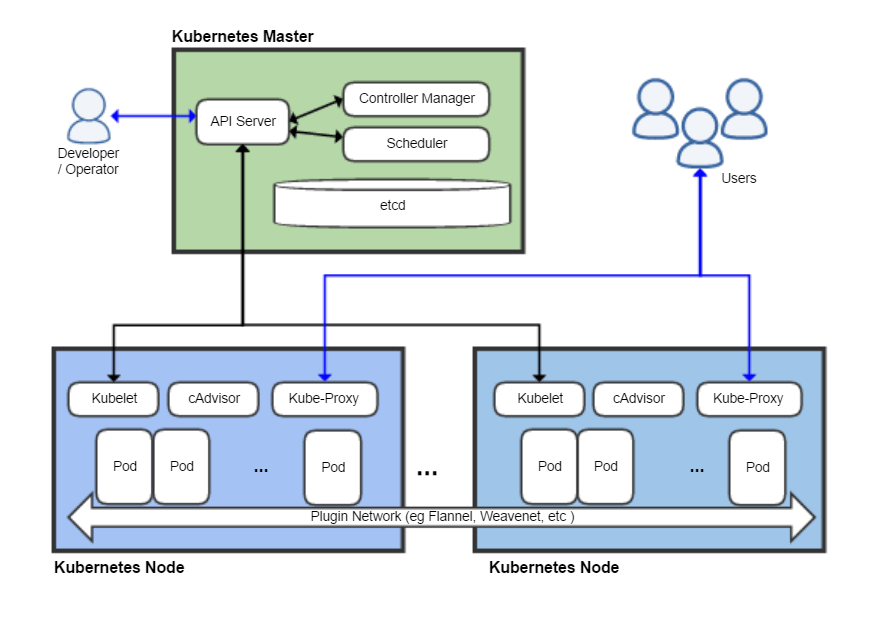
Diagramme d'architecture de Kubernetes

Kubernetes suit l'architecture maître/esclave. Les composants de Kubernetes peuvent être divisés entre ceux qui gèrent un nœud individuel et ceux qui font partie du plan de contrôle,.

### Plan de contrôle Kubernetes
Le maître Kubernetes est l'unité de contrôle principale qui gère la charge de travail et dirige les communications dans le système. Le plan de contrôle de Kubernetes consiste en plusieurs composants, chacun ayant son propre processus, qui peuvent s'exécuter sur un seul nœud maître ou sur plusieurs maîtres permettant de créer des clusters haute disponibilité. Les différents composants du plan de contrôle de Kubernetes sont décrits ci-dessous.

#### etcd
etcd est une unité de stockage distribuée persistante et légère de données clé-valeur développée par CoreOS, qui permet de stocker de manière fiable les données de configuration du cluster, représentant l'état du cluster à n'importe quel instant. D'autres composants scrutent les changements dans ce stockage pour aller eux-mêmes vers l'état désiré.

#### serveur d'API
Le serveur d'API est un élément clé et sert l'API Kubernetes grâce à JSON via HTTP. Il fournit l'interface interne et externe de Kubernetes,. Le serveur d'API gère et valide des requêtes REST et met à jour l'état des objets de l'API dans etcd, permettant ainsi aux clients de configurer la charge de travail et les containers sur les nœuds de travail.

#### L'ordonnanceur
L'ordonnanceur est un composant additionnel permettant de sélectionner quel node devrait faire tourner un pod non ordonnancé en se basant sur la disponibilité des ressources. L'ordonnanceur gère l'utilisation des ressources sur chaque node afin de s'assurer que la charge de travail n'est pas en excès par rapport aux ressources disponibles. Pour accomplir cet objectif, l'ordonnanceur doit connaître les ressources disponibles et celles actuellement assignées sur les serveurs.

#### Controller manager
Le gestionnaire de contrôle (controller manager) est le processus dans lequel s'exécutent les contrôleurs principaux de  Kubernetes tels que DaemonSet Controller et  le Replication Controller. Les contrôleurs communiquent avec le serveur d'API pour créer, mettre à jour et effacer les ressources qu'ils gèrent (pods, service endpoints, etc.).

### Node Kubernetes
Le Node aussi appelé nœud, Worker ou Minion est une machine unique (ou une machine virtuelle) où des conteneurs (charges de travail) sont déployés. Chaque node du cluster doit exécuter le programme de conteneurisation (par exemple Docker), ainsi que les composants mentionnés ci-dessous, pour communiquer avec le maître afin de configurer la partie réseau de ces conteneurs.

#### Kubelet
Kubelet est responsable de l'état d'exécution de chaque nœud (c'est-à-dire, d'assurer que tous les conteneurs sur un nœud sont en bonne santé). Il prend en charge le démarrage, l'arrêt, et la maintenance des conteneurs d'applications (organisés en pods) dirigé par le plan de contrôle,.
Kubelet surveille l'état d'un pod et s'il n'est pas dans l'état voulu, le pod sera redéployé sur le même node. Le statut du node est relayé à intervalle de quelques secondes via messages d’état vers le maître. Dès que le maître détecte un défaut sur un node, le Replication Controller voit ce changement d'état et lance les pods sur d'autres hôtes en bonne santé[réf. nécessaire].

#### Kube-proxy
Le kube-proxy est l’implémentation d'un proxy réseau et d'un répartiteur de charge, il gère le service d'abstraction ainsi que d'autres opérations réseaux. Il est responsable d'effectuer le routage du trafic vers le conteneur approprié en se basant sur l'adresse IP et le numéro de port de la requête entrante.

#### cAdvisor
cAdvisor est un agent qui surveille et récupère les données de consommation des ressources et des performances comme le processeur, la mémoire, ainsi que l'utilisation disque et réseau des conteneurs de chaque node.